# Eiphosoma atrovittatum
Eiphosoma atrovittatum är en stekelart som beskrevs av Cresson 1865. Eiphosoma atrovittatum ingår i släktet Eiphosoma och familjen brokparasitsteklar. Inga underarter finns listade i Catalogue of Life.